# Яш-Майуй-Чан-Чаак
Яш-Майуй-Чан-Чаак (д/н — 14 червня 744) — ахав (цар) Саальського царства з бл. 728 до 744 року. При ньому відбувається занепад держави.

## Життєпис
Походив з 2-ї династії Наранхо. Був сином цариці Іш-Вак-Чан-Ахав, ім'я батька поки що не встановлено. Вперше згадується в незрозумілому контексті в зв'язку з подією серпня 716 року. Потім зображений на лицьовій стороні стели 28 танцюючим в день 9.14.8.0.0, 13 Ахав 13 Мак, (24 жовтня 719 року), при цьому він названий «підлеглим владикою» («йахав») К'ак'-Тілів-Чан-Чаака.
Дата його інтронізації невідома, вважається близько 728 року. На початку правління Яш-Майуй-Чан-Чаак сильні позиції в Саал зберігала його мати, цариця Іш-Вак-Чан -Ахав, яка сприяла здобуттю трона. На стелі 5, встановленої новим ахавом в зв'язку з якоюсь подією січня 732 року, вона згадана на почесному місці.
У 740-х роках Яш-Майуй-Чан-Чаак втягнувся у війну коаліції петенських міст проти Мутульського царства. У день 9.15.12.11.13 7 Б'єн 1 Поп (8 лютого 744 року) війська на чолі з ахавом Сааля зазнали нищівної поразки від армії під орудою ахава Їхк'ін-Чан-К'авііля. Було втрачено священний паланкін (персоніфікація бога-покровителя Сааля — К'ініль-Хіша). Яш-Майуй-Чан-Чаака було захоплено у полон. В день 9.15.13.0.0, 4 Ахав 8 Яшк'ін (14 червня 744 року), через 128 днів після битви, принесено у жертву в Йашмутулі, столиці ворожого царства. Ця поразки призвела до тривалого занепаду Саальської держави.